# ESCO事業
ESCO事業(エスコじぎょう)とはEnergy Service Company事業の略。顧客の光熱水費等の経費削減を行い、削減実績から対価を得るビジネス形態のこと。

## 概要
ESCO事業は、顧客の光熱水費の使用状況の分析、改善、設備の導入といった初期投資から設備運用の指導や装置類の保守管理まで、顧客の光熱水経費削減に必要となる投資の全て、あるいは大部分を負担して顧客の経費削減を実施し、これにより実現した経費削減実績から一部を報酬として受け取る事業である。
また、顧客に対して省エネルギー効果の保証 (guarantee) を含むパフォーマンス契約 (Performance Contract) を行う。
光熱水費等の削減により費用を賄うというビジネスの性質上、ESCO事業が成立するためには、対象物件において相当なエネルギー削減余地が見込まれることが必要条件となる。
なお、顧客に経費負担が発生しないと説明される場合があるが、これは初期投資 (建設費等) に要した費用を、後年に返済することを意味しているだけである。
実際には、ファイナンスに伴う金利やESCO事業者の経費が加わるため、顧客が自身で省エネ対策を実施する場合に比べると、費用は多く必要となる。

## ESCO事業とは
ESCO事業では、省エネルギー改修にかかる全ての経費を光熱水費等の削減分で賄うことが基本となる。以下にその種類と特徴を示す。

### ESCO事業の種類
ESCO事業の契約方式には、顧客が事業資金を調達し返済リスクを負うギャランティード･セイビングス契約 (Guaranteed Savings Contract : GSC) と、ESCO事業者が事業資金を調達するシェアード･セイビングス契約 (Shared Savings Contract : SSC) の2種類の形態がある。

### ESCO事業の特徴・メリット
- 顧客において新たな費用負担を必要としない

ESCO事業では、全ての費用 (建設費、金利、ESCO事業者の経費) を省エネルギー改修で実現する光熱水費の削減分で賄うことを基本とするため、顧客に新たな費用負担が発生しないとされる。また、契約期間終了後の光熱水費の削減分は全て顧客の利益になる。
なお、これは、ESCO事業が無償ないし通常の省エネ改修工事よりも安価であることを意味するものではない。通常の改修工事の場合は、追加的な費用 (長期金利やESCO事業者の経費等) は不要で (上述) 、光熱水費の削減分は工事完成後からただちに全て顧客の利益になる。
- 省エネルギー効果の保証

事業導入による省エネルギー効果をESCO事業者が保証し、例えば想定通りの効果が発揮されず、顧客が損失を被るような場合には、これを事業者が補填するものとされる。このような契約をパフォーマンス契約という。
- 包括的サービスの提供

ESCO事業者は、改修計画の立案、工事、運転・維持管理などを一括して請負い、省エネルギーに係わる全てのサービスを包括的に提供する。
- 省エネルギー効果の計測・検証

省エネルギー効果を把握するための計測・検証 (Measurement and Verification : M&V) を行い、パフォーマンス契約に基づく省エネルギー効果を適正に評価する。
特に、事業者が省エネルギー効果の保証リスクを負うパフォーマンス契約は、ESCO事業の最も大きな特徴であり、顧客にとっては最大の省エネルギー効果の達成を期待できるメリットがあるとされる。

## ESCO事業の課題

### 事業の成立要件
ESCO事業が成立するのは、その事業費を捻出できるほど十分な光熱水費の削減余地がある施設に限られる (上述) 。もともとエネルギー使用量が少ない施設や、既に省エネルギー対策が行われている施設では、採算が取りにくいため事業が成立しにくい。
また、採算を取るため事業期間 (返済期間) を長期化しても、顧客利益の減少、金利や計測・検証経費の増大などデメリットが増えるため、長期のESCO事業は好まれず、日本国内の場合、通常、6年から8年程度に設定される。

### ESCO事業のデメリット
上記の他にも、ESCO事業には以下のデメリットがあることが指摘されている。

#### クリームスキミング
ESCO事業者は、 (顧客が自身でも容易に実施できるような) 投資回収率の良い省エネルギー技術を主に提案し、 (顧客が望むような) 回収年数の長い技術や、省エネルギー効果の計測・検証が面倒な技術については着手しない傾向がある。
これをクリームスキミング (いいとこ取り) という。
その様に計画されたESCO事業が実施された場合、十分な省エネルギー効果を達成できないこととなる。

#### 事業契約の制約
契約期間中は、ESCO事業契約の制約を受けるため、顧客 (および事業者) の意志を拘束し、組織運営や経営計画に支障となる場合がある。
ESCO事業は顧客に対して省エネルギー効果を「保証」するものであることから、その効果を明確にするために、エネルギーの使用にかかる前提条件を契約で定め、これに基づいて削減予定額や保証額を定めることとなる。
したがって、契約期間中に、この前提条件に変更を生じる場合 (例えば、顧客の都合で別の改修工事を行うなど) には、契約条件の見直しと、予定額や保証額の再設定が必要となる。
これらの見直しには、顧客側にも多大な労力・負担を生じ、あるいは顧客が望む経営計画の変更などが困難になる場合も想定されることから、ESCO事業導入検討の際には、将来の状態を想定した計画を行うことが必要である。

### その他
ESCO事業により設置された省エネ設備については、これを顧客の所有とせず、名目的にESCO事業者ないしリース業者の所有とすることで、顧客の資産の外部化 (オフバランス化) が図られるとし、かつてはこれがESCO事業のメリットの一つであると説明されることがあった。
オフバランス化とは、企業会計上の処理手法の一つで、リースによる設備等の資産調達を売買扱い (オンバランス処理) とせず賃貸借扱い (オフバランス処理) とすることにより、貸借対照表 (バランスシート) に資産を載せないという処理方法である。
外形上、資産が圧縮されたように見えることから、資産利益率 (ROA) を向上させるなど、企業の外形的な価値を高め、資金調達などの取引に有利になるとされた。
しかし、実態として割賦払いによる資産購入であるものを賃貸借扱いとする解釈にはそもそも合理性がなく、投資家・債権者の判断に支障をもたらす粉飾決算の手口の一つとも見られることから、全世界的な傾向として、リースを利用したオフバランス取引は認められなくなっている。
リース業界の抵抗により対策が立ち遅れていた日本においても、国際会計基準への整合を図るべくリース取引に関する会計基準が改正され、2008年4月以降、すべてのファイナンス・リース取引に係るオフバランス処理が認められないこととなった。
また、一部の例外 (オペレーティング・リース) についても、近い将来、国際基準に合わせて同様の取り扱いとなる見通しである。
このため、実際に一部の上場企業では長期のリース契約を結ばない方針となっている。
したがって、現在では、ESCOサービス契約の内容を確認の上、顧客が適正な会計処理判断を行う必要がある。

## アメリカ合衆国におけるESCO事業の歴史

### 発祥
ESCO事業は、1970年代後半のエネルギー危機を契機に、起業家たちが、エネルギー価格の上昇に対処する方法を開発することによって始められた。

### 1970年代から80年代
起業家がこの市場に注目するようになるにつれ、多くの会社が創業されるようになった。
最初の波に乗って登場したESCO事業者は、多くの場合、大規模なエネルギー企業の小さな部署か、または、小さな、起業されたばかりの独立企業だった。
しかし、エネルギー危機が終わってエネルギー価格が下がってみると、これらの会社は、顧客に対してESCO事業を実施するだけの強みをほとんど持っていなかった。
このことは、1970年代後半からの成長が継続するのを妨げた。
ESCO業界は、医療分野のエネルギー効率化に特化した専門企業が先行するような形で、1970年代から1980年代を通じて徐々にしか成長しなかった。

### 1990年代: 公益事業者と統合エネルギー企業が主要プレイヤーに
エネルギー価格の上昇と、照明、HVAC (暖房、換気、空調) の効率化技術の可用性が上がったこと、そしてビルエネルギーマネジメントの登場により、ESCO事業は、一般的なものとなった。
1990年代の合衆国におけるエネルギー市場の規制緩和で、ESCO事業は拡大した。
数十年間独占に守られてきた公益事業者 (電力会社等) は、今や多くの大口顧客に電力を供給するために競争しなければならないこととなった。
彼らは、既存の大口顧客を維持するための新しい事業分野としてESCO事業に目を向けた。
また、サプライサイドの新たな機会によって、多くのESCO事業者は、発電市場や特定地区向けの発電所の構築等の事業への進出を始めた。

### 2000年代: 合併と撤退
総合エネルギー企業 エンロンの破綻 (2001年) とその余波をきっかけに、多くの公益事業者がESCO事業部門を閉鎖ないし売却した。
それ以外の独立系ESCO事業者の間では大幅な合併が行われた。

## 日本におけるESCO事業の歴史
日本においては、1990年代の末頃から、当時ESCO事業が流行していたアメリカ合衆国の例を参考に、導入が試みられるようになった。
1997年度には、通商産業省 (当時) 傘下の財団法人 省エネルギーセンターに「ESCO事業導入研究会」が設けられ、日本におけるESCO事業導入の可能性について調査が行われた。
1999年には、業界団体「ESCO推進協議会」が設立され、ESCO事業の促進を目的とするロビー活動を展開するようになった。
2000年頃から、導入の支援策として、ESCO事業に適用できる補助金制度等が整備されたことにより、ESCO事業の国内市場規模は拡大し、2007年頃までが最盛期となった。
また、当初の予測と異なり、業務施設より産業施設での伸びが目立つ結果となった。
その後、比較的ESCO事業に適する大規模産業施設 (工場) や業務施設 (病院、ホテル等) がほぼ払底したことや、リース取引に関する会計基準が改正されたことから、市場規模はピークアウトし、案件の小口化と事業収益率の低下が進んだ。
また、地方公共団体のESCO事業発注に応募する事業者が減少するなど、業界全体のESCO事業離れが進んでいる。
2008年度には、省エネルギーセンターによるESCO導入のための情報提供及び調査事業が終了した。
また、2009年5月には同センターのESCO事業推進部が廃止され、経済産業省によるESCO推進政策は事実上放棄されることとなった。

## 日本市場におけるESCO事業の状況
資源小国である日本においては、オイルショック (1973年) を契機に省エネルギーの取り組みが進んでおり、ESCO事業が発祥した米国と比べて、エネルギー効率はかなり高い状況となっている。
したがって、日本ではESCO事業が適するエネルギー多消費の施設はもともと少なく、ほとんど事業として成立しないことは、導入まもない時期から指摘されていた。
とりわけ、率先的な省エネルギー対策が行われてきた日本の官公庁施設 (国、地方公共団体等) のエネルギー消費量は、民間施設よりも少なく、米国のESCO市場において州政府・連邦政府等が主要顧客の一角を占めていたのとは対照的な状況となっている。
このような状況から、日本では、光熱水費等の削減分のみを原資としてESCO事業を成り立たせることは難しく、多くの事業で補助金が利用されてきたのが実情である。
これに加え、官公庁や大企業は、自らのリソースにより省エネルギー対策が可能なため、これらの顧客にとっては、補助金が受給できることを除き、ESCO事業のメリットはほとんどなかった。
ESCO事業者にとっても、官公庁の事業は利幅が薄い上、競争的な選定手続きと事業提案書の作成が負担となるため、魅力は乏しく、応募するESCO事業者は減少し、入札が不調となるケースも出ている。
そのため、官公庁にとって、ESCO事業を発注することは業務管理上のリスクを伴うことともなっている。
これらの事情から、日本においては、省エネルギー対策が不十分な中小企業がESCO事業の主な対象と捉えられるようになった。
しかし、中小企業の場合は、長期のファイナンスを利用するための与信が不足していることが多く、これらの顧客にとっても、ESCO事業は有力な省エネルギー手段とはなっていない。
また、ESCO事業を導入したにもかかわらず光熱水費が削減されないケースもあり、その効果にも疑問が持たれるようになった。
結局、ESCO事業は、事業者の利益率と顧客のメリット双方が高くなければ提案が難しいため、事業者の間で、契約数を積極的に伸ばしていく動きは見られなくなった。
実際、東日本大震災による電力危機を背景とした自家発電設備の特需も、ESCO事業の拡大に結びつくことはなかった。
その後も電気料金の高止まりや環境規制の強化に伴って、省エネ機器・省エネサービスへの需要は引き続き旺盛であり、LED照明とセットでESCOサービスを提案する事業者もあるが、多くはLED照明のみの受注にとどまるなど、節電・省エネルギーへの対応においても、ESCO事業以外のサービスが選択される傾向となっている。
ESCOブームの末期には、推進の旗振り役であった経済産業省からも、「顧客がファイナンスやギャランティーを本当に求めているのか検証が必要」であるとして、ESCO事業の顧客ニーズに関する根本的な疑念が呈されるに至った。
ESCOブーム終焉後の2011年には、経済産業省の委託調査事業において、「既にエネルギー効率が高く省エネが進んでいる」ことなどから日本国内のESCO市場規模は限定的であるとし、海外市場に日本の省エネ技術を輸出することが有望であると報告された。
また、業界側からも、ESCO事業の枠組みが「付加価値一定、価格漸減のデフレ型サービス」であり、付加価値と収益性の高いビジネスを行うためには、そのようなスキームからの脱却が必要との指摘がなされている。
日本市場への導入から10年以上を経て、省エネサービス全体の中でのESCO事業の存在感は縮小し、代わって、簡易に導入できるエネルギーマネジメントシステムなどの新たなソリューションが市場の関心を集めるようになった。

### ESCO事業が広まらなかった理由
当初、日本国内におけるESCO事業の「潜在的市場規模」は2兆円以上にのぼるとする過大な試算がなされたが、
実際のESCO事業 (パフォーマンス契約) の市場規模は、最盛期であった2007年頃においても年間2～300億円程度にとどまることとなった。
その後ブームは衰退し、市場ニーズを無視した産業政策のありふれた失敗例のひとつとなった。
気候変動に関する政府間パネル (IPCC) メンバーの杉山らは、ESCOの役割が当初の期待よりも限定的なものにとどまったことについて、以下の理由を挙げている。
- 省エネルギーは原資として少なすぎるため、ESCOがビジネスとして成り立たたなかった。
- 設備導入というハード面の対策に偏り、運用改善などのソフト面の提案が対象になりにくかった。これは、ソフト改善についてのパフォーマンス契約が、ベースライン[7]の引き方などで意見が分かれるために、実務上の取り決めをしにくいことによる。
- あまり効果のない設備を売り込んで、後で苦情が出るなど、ESCOが顧客の信頼を得られなかった。

一方、ESCO事業者からよく挙げられる「日本では『サービス』に対価を支払う習慣がない」という意見については、投薬を伴わなくても診療費が支払われる医療サービスを例にとって否定している。
なお、省エネルギーセンターや新エネルギー・産業技術総合開発機構 (NEDO) 等の公的機関が行っている無料の省エネルギー診断事業を「ESCOビジネスの圧迫になる」とする意見もあるが、
諸外国においても公的な省エネルギー診断事業は多く実施されており、米国においてもエネルギー省 (DOE) による無料診断事業が行われている。

### 日本のESCO事業者
日本においては、ESCO事業を行うための登録、申請などの制度は特に定められておらず、ESCO事業のスキームを理解し、それを実施可能な企業であればESCO事業者を名乗って差し支えない状況である。
したがって、日本におけるESCO事業者の正確な数は不明である。
業界団体としては、ESCO・エネルギーマネジメント推進協議会が存在しており、2006年4月時点での企業会員数 (特別会員を除く) は138社であったが、ESCOブームの終焉とともに撤退する事業者が相次いでおり、2023年10月までに65社に減少している。
ただし、ESCO事業者がすべて同協議会の会員になる必要があるわけではない。
また、同協議会によると、実際にパフォーマンス契約の実績がある会員企業は2004年度までの累積で52社であった。
米国における状況と同様、日本のESCO事業者も、公益事業者 (電力、ガス会社等) の子会社・関連会社、機器メーカー・設備工事業者、独立系ESCO事業者などに分類される。
多くの事業者にとっては、制御・計測機器の製造・販売、あるいは設備工事などの本業があり、ESCO事業はそのための営業手法の一つという位置づけである。
したがって、顧客がESCO事業に関心を示さない場合には、他の手法による省エネリニューアル工事を提案・受注することとなる。
また、かつてESCO専業と見られていた独立系ESCO事業者も、ESCO市場の枯渇に伴い特定規模電気事業 (PPS) やエネルギーサービスプロバイダ (ESP) 事業に進出するなど、隣接する他のエネルギービジネスにその軸足を移している。
そのため、現在では、専業のESCO事業者はほぼなくなっており、参入各社ともESCO事業のスキームにとらわれることなく、広く省エネサービス事業を展開する方針となっている。

### インハウスESCO
インハウスESCO (インハウスエスコまたはインハウス・エスコと表記する団体もある) とは、組織内部の技術職員により、施設管理部署等に対して、省エネルギーに関する改善提案及び工事の実施、効果の検証、保守管理の支援等の省エネ活動を行う政策をいう。
一部の地方公共団体で行われており、青森県や東京都などの例が知られる。
安価に省エネルギーを推進できるほか、地方公共団体が自ら省エネ・節電を実体験して知見を得ることにより、実効性のある省エネルギー政策の形成に役立っていることが評価されている。
また、民間企業においても、社内や系列会社の専門家チームによる自主的な省エネルギー診断が行われており、省エネパトロール、省エネキャラバン、社内ESCO 等と呼ばれている。

### BEMSアグリゲータ
BEMSアグリゲータとは、経済産業省の補助事業「エネルギー管理システム導入促進事業」において、中小ビル等にBEMSを導入するとともに、クラウド等によって自ら集中管理システムを設置し、中小ビル等の省エネを管理・支援する事業者のことをいう。選定されたBEMSアグリゲータの中には、ESCO事業者も含まれていた。
2013年9月に、本補助事業の予算が東日本大震災の復興予算を流用したものであることが報道され、事業が打ち切られることとなった。詳しくは、記事「BEMSアグリゲータ」を参照のこと。